# Science sous le Troisième Reich
La science sous le Troisième Reich a trait à l'histoire des disciplines scientifiques en Allemagne entre 1933 à 1945. Le régime nazi ne porte pas aux sciences fondamentales un grand intérêt, sauf si les recherches sont en rapport avec l'idéologie nationale-socialiste ou peuvent avoir des applications militaires ou économiques concrètes. La collaboration des scientifiques avec le régime est donc ambiguë : si certains sont des nazis convaincus (à l'instar des lauréats du prix Nobel de physique Philipp Lenard et Johannes Stark) et d'autres démis de leurs fonctions ou exilés en raison de leurs origines raciales, la majorité poursuit ses travaux dans une certaine indifférence. Il convient néanmoins de distinguer les disciplines partiellement inféodées au régime (notamment dans le domaine plus relatif des sciences sociales) des sciences dures, qui, pour des raisons de crédibilité scientifique, ne permettaient pas des dérives idéologiques.

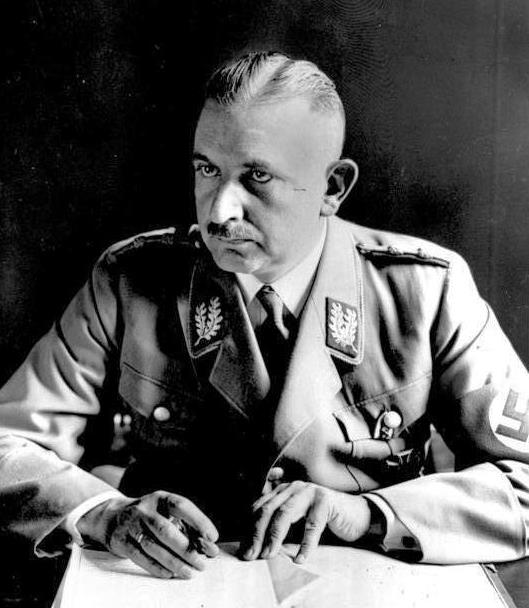
Bernhard Rust, le ministre de la Science, de l'Éducation et de la Culture populaire.

Les différentes disciplines scientifiques sont officiellement placées de 1934 à 1945 sous la direction de Bernhard Rust, ministre de la Science, de l'Éducation et de la Culture populaire.

## Contexte scientifique en 1933 et conséquences du changement de régime

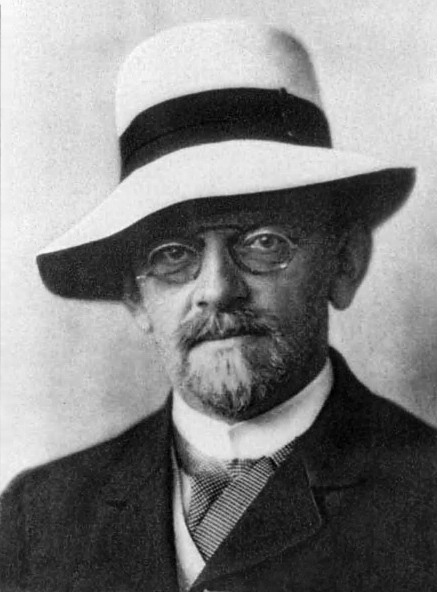
Le mathématicien David Hilbert.

En janvier 1933, au moment où Adolf Hitler est nommé chancelier du Reich, la science allemande domine le monde. Conséquemment à l'industrialisation rapide de l'Allemagne de la fin du XIXe siècle, le développement des sciences amène le pays à être le fer de lance de certaines disciplines (la chimie notamment) et à installer l'idée que tout Occidental souhaitant faire de bonnes études dans le domaine scientifique doit effectuer une partie de ses études en Allemagne ou du moins avoir une connaissance de la langue allemande pour profiter du nombre important de publications scientifiques rédigées dans la langue de Goethe. Entre 1901 et 1933, 23 des 71 prix Nobel sont ainsi attribués à des Allemands, soit 32,4 %.
L'arrivée du NSDAP au pouvoir porte un certain coup à la science allemande, dans la mesure où elle commence à décliner en raison notamment de la montée en puissance des États-Unis : il suffit d'observer qu'entre 1933 et 1986, seulement 15 des 63 prix Nobel ont été attribués à des Allemands, soit 23 %, pour comprendre que l'âge d'or scientifique de l'Allemagne est révolu. Pour la période nazie, ce phénomène s'explique par deux facteurs : d'une part, l'épuration ethnique ou politique du corps scientifique allemand prive le régime de certains talents (sept lauréats d'un prix Nobel de science quittent le pays entre 1933 et la Guerre ; les effectifs sont, dans les premières années, à la baisse au sein de tous les corps de scientifiques, jusqu'à 20 % parfois, particulièrement en mathématiques) ; d'autre part, l'intérêt du nouveau régime pour les sciences se borne aux applications militaires ou industrielles immédiates : ainsi, en 1934, lorsque le ministre de la Science du Reich, Bernhardt Rust, demande au mathématicien David Hilbert si l'institut de Göttingen qu'il dirige a souffert du « départ des juifs et de leurs amis », celui-ci répond : « Il n'a pas souffert, monsieur le ministre, il n'existe plus ».
Parmi les scientifiques d'origine juive amenés à quitter l'Allemagne, on compte, dès 1933, les physiciens Max Born, James Franck et Otto Stern, les géographes Friedrich Leyden (de) (qui mourra finalement dans le camp de Theresienstadt) et Gustav Braun (de), etc. La physicienne Lise Meitner, qui dirige le département de physique de la Société Kaiser-Wilhelm, peut rester jusqu'en 1938, mais seulement en vertu de sa nationalité autrichienne (qui prend fin avec l'Anschluss) ; elle part donc pour les Pays-Bas, puis la Suède. Des scientifiques non juifs sont également amenés à quitter l'Allemagne après 1933 ou en 1938, année de l'Anschluss, en raison des origines juives de leur épouse, à l'exemple du mathématicien Carl Gustav Hempel ou du physicien Victor Francis Hess. D'autres quittent l'Allemagne en raison de leurs convictions politiques (Karl Wittfogel en 1934, après avoir été interné dans un camp, etc.). D'autres demeurèrent en Allemagne, au péril de leur vie (le géographe Alfred Philippson, déporté en 1942, etc.).

## Responsabilité des scientifiques et de la science

### Résistance et collaboration
Une des questions fondamentales de l'après-Seconde Guerre mondiale aura été de déterminer le degré de responsabilité des Allemands vis-à-vis du Troisième Reich. Ainsi, un employé de bureau ayant travaillé au sein de l'État national-socialiste devait-il être tenu pour responsable alors que son travail fut, en un sens, impersonnel et ne requérait pas nécessairement une adhésion à l'idéologie nazie ? Cette question se posait également dans les domaines artistiques, sportifs et scientifiques. La frontière se situait sans doute là où un travail qui aurait été le même sous n'importe quel régime (faire de simples recherches scientifiques) s'est mis au service d'un régime et n'existait que comme vecteur d'une idéologie (faire des recherches biologiques justifiant la hiérarchie des races) ou d'une politique de conquête (travailler sur des applications servant à l'industrie de guerre).
Il apparaît, en tout cas, qu'en plus du départ des scientifiques d'origine juive, certains savants « aryens » comme Erwin Schrödinger, Max Delbrück, Klaus Fuchs ou encore Kurt Gödel ont fait le choix délibéré de quitter la nouvelle Allemagne. En revanche, pour prendre le seul domaine de la physique, le régime nazi a pu compter sur la collaboration plus ou moins active, par simple patriotisme dans certains cas, d'éminents physiciens comme Max Planck, Werner Heisenberg, Arnold Sommerfeld, Hans Geiger, Robert Pohl, Walther Gerlach, Walther Bothe, Wilhelm Hanle, Friedrich Hund et Pascual Jordan. Du reste, tout comme les Trente Glorieuses françaises s'appuieront sur des bases scientifiques jetées sous le régime de Vichy (centralisation des charbonnages, de l'électricité, et d'une partie de l'industrie), le « miracle économique allemand » des années 1950 s'appuiera sur les avancées techniques ou scientifiques réalisées antérieurement .
Néanmoins, selon l'historien des sciences Reinhard Siegmund-Schultze (de), qui parle du fonctionnement épistémologique des sciences (c'est-à-dire en s'abstenant d'une analyse sociologique, qui prendrait en compte l'hémorragie d'intellectuels à la suite de l'exil et de la répression d'un grand nombre d'entre eux), « Dans l'Allemagne fasciste, la science continua de fonctionner normalement, parallèlement au développement d'une science nazie. […] Ce qui ne veut pas dire pour autant qu'à l'inverse la normalité du fonctionnement des sciences doive être a priori un indice du désintérêt du système à l'égard de la science concernée. L'analyse des conditions dans lesquelles l'autonomie du travail scientifique était possible me semble un problème méthodologique crucial de l'histoire de la science sous le fascisme. À quel prix les savants pouvaient-ils assurer l'autonomie de leur travail, et dans quelle mesure cela constituait-il, s'ils y parvenaient, un élément d'opposition au système, voire un potentiel de résistance ? ». Il note, en outre, que certains scientifiques nazis étaient animés de « convictions sincères », mais que la différence d'avec les scientifiques classiques tenait dans le fait qu'ils « n'arrivaient pas à tracer une ligne de partage nette entre convictions politiques et convictions scientifiques et qu'[ils] aspiraient à une conception du monde homogène ».

### Certaines responsabilités évidentes
L'antisémitisme était largement partagé au sein des élites, influencées par le mouvement völkisch du début du siècle. Sans nécessairement conduire à une adhésion pleine à l'idéologie nazie, qui souffrait notamment, à leurs yeux, d'un populisme exacerbé, cela conduisit à une large acceptation de la politique antisémite mise en place par Hitler.
L'opportunisme s'ajoutait à la proximité idéologique pour expliquer le ralliement au régime. Ainsi, IG Farben, en expulsant dès 1933 les Juifs de son entreprise, obtint une grande partie des contrats octroyés par l'État (qui mena le plan quadriennal de 1936-1939 de militarisation de l'industrie). À cet égard, Josiane Olff-Nathan souligne que la libération des places offertes par l’expulsion des Juifs offrait des promotions à nombre d'employés, qui, d'une certaine façon, s'en trouvaient professionnellement satisfaits.
Par ailleurs, nombre de scientifiques participèrent, par conviction ou non, à la politique du régime, notamment pour l'exploitation et la colonisation des terres d'Europe de l'Est, justifiée au nom de l'idéologie du Lebensraum (« espace vital ») et du Drang nach Osten (« poussée vers l'est »). La mise en place du Generalplan Ost (« schéma directeur pour l'Est »), qui a pu être intégré à un plan plus général de colonisation (Generalsiedlungsplan) nécessitait les compétences d'agronomes (Konrad Meyer), de biologistes, de chimistes, de géographes (Walter Christaller, Karl Haushofer, etc.) voire d'anthropologues. Des instituts sont même ouverts en Pologne, dans le but de classer ethniquement la population. La colonisation prévue par le Generalplan Ost ne fut jamais réellement appliquée, le plan s'étant arrêté à la première phase d'extermination (parfois désignée sous le terme de « Shoah par balles ») en raison des défaites nazies face à l'URSS, notamment avec le tournant de la bataille de Stalingrad (1942-43).

## Science et nazisme

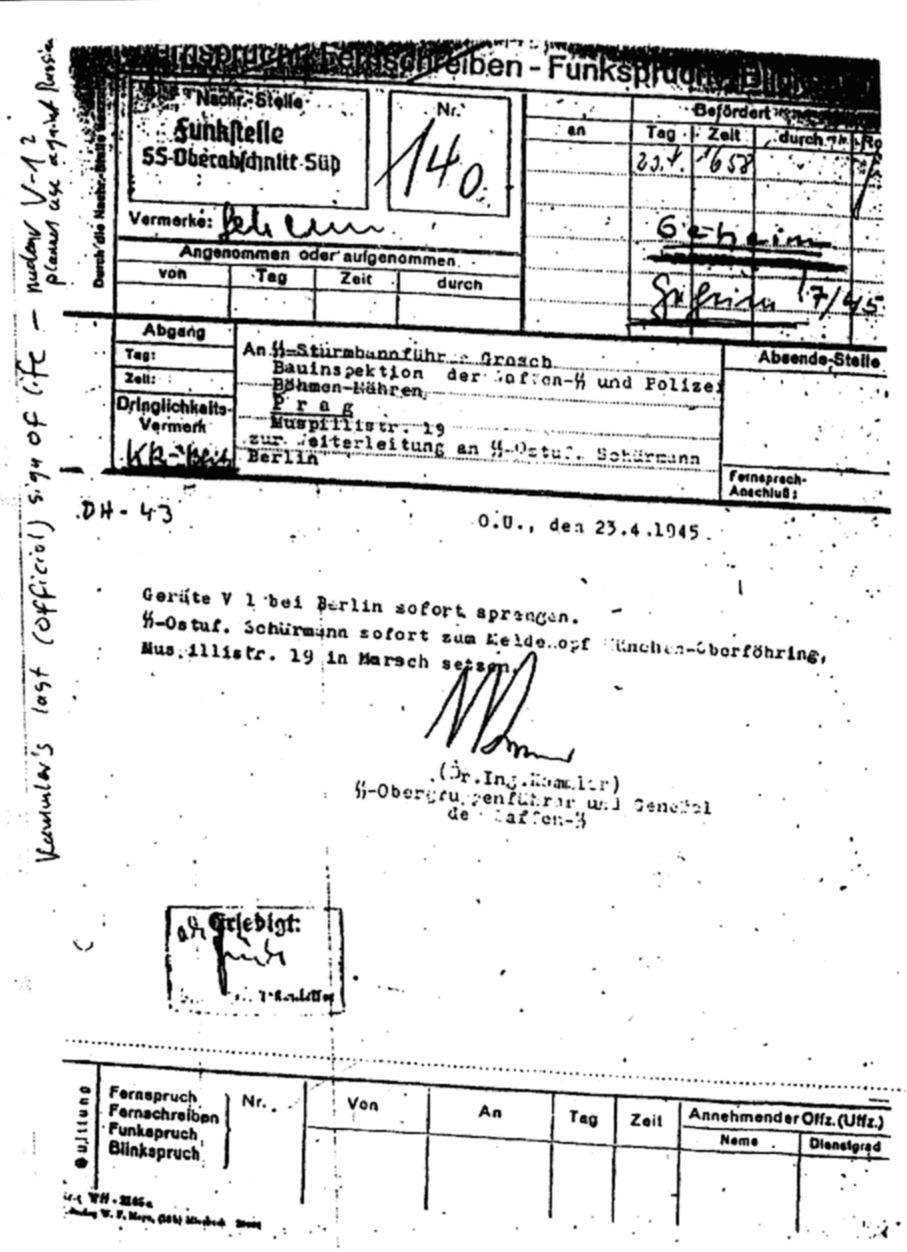
Document de l'ingénieur Hans Kammler concernant les missiles V2.

### L'industrie du Troisième Reich et la science
Une bonne partie de la communauté des scientifiques est mobilisée par l'État à des fins militaires et ce, particulièrement, dans les domaines de la chimie et de la physique. Ainsi, au cours des années 1940, quasiment chaque physicien de l'université de Hambourg travaille sur des projets militaires, notamment sur l'énergie atomique dans le cadre du « Projet Uranium » lancé par les autorités nazies en 1939. De plus, en 1942, sont mises en place, à partir du Conseil de recherche du Reich, une Direction de la recherche de l'armée de l'air et une autre pour la marine de guerre qui concluent des contrats avec des instituts pour que les physiciens se penchent davantage sur la physique appliquée. Ces mesures achèvent de lier la recherche scientifique au complexe militaro-industriel nazi.

## Science et éducation
Les programmes scolaires des lycées allemands sont modifiés rapidement après l'arrivée des nazis au pouvoir, notamment par le biais de la reconnaissance de la biologie comme matière à enseigner dans tous les établissements, alors qu'elle était auparavant plutôt déconsidérée. Elle comprend également l'hygiène raciale, la génétique, la politique démographique, la « science des races » et la « science de la famille » ; elle est étudiée lors des dernières années de lycée (de la 10e à la 13e en Prusse par exemple).

## Les mathématiques et les sciences de la nature

### Mathématiques

#### Résistance et acceptation
Dès l'arrivée au pouvoir des nazis, les mathématiques sont, comme les autres sciences, réorganisées en fonction de critères politiques et raciaux liés à l'idéologie nationale-socialiste. Dans un discours prononcé le 13 juillet 1933 devant l'Académie des sciences de Berlin, le physicien Philipp Lenard associe les races à sa conception des mathématiques et, en novembre 1933, le philosophe et logicien Hugo Dingler (de) dénonce l'institut de Göttingen comme un foyer de conspirateurs juifs.
Dans ce nouveau contexte, on compte peu de mathématiciens ouvertement résistants, en dehors de Carl Ludwig Siegel, directeur de l'institut de mathématiques de Francfort, qui proteste contre les nouvelles orientations de l'Association mathématique du Reich, en démissionnant en 1934, ou Ernst Zermelo qui, pour manifester son désaccord avec les nouvelles orientations de l'université de Fribourg-en-Brisgau, démissionne de ses fonctions universitaires en 1935. Erich Kamke essaie vainement de pousser l'Union des mathématiciens à s'opposer aux révocations faites par le régime.
D'autres mathématiciens, en raison de leurs origines juives, choisissent l'émigration, comme Richard Courant dès 1933 et Felix Bernstein en 1934. Les autorités nazies enquêtent sur le passé de certains mathématiciens, qui sont ainsi poussés à l'émigration, comme Emmy Noether, pour avoir milité à l'USPD, puis au SPD. Hermann Weyl, dont l'épouse est d'origine juive, mais qui pourrait rester à son poste jusqu'à ce que la loi le lui interdise du fait de son mariage, démissionne dès 1933 et part enseigner à l'Institute for Advanced Study à Princeton, qui accueille nombre d'exilés allemands. À la fin de l'année 1933, il ne reste que Gustav Herglotz sur les cinq professeurs titulaires de l'institut de mathématiques de Göttingen (Felix Bernstein, Richard Courant, Edmund Landau et Hermann Weyl l'ayant quitté).
Ludwig Bieberbach, qui est membre du NSDAP, contribue, par son influence et sa virulence contre les scientifiques juives accusées d'avoir perverti les mathématiques, à « chasser d'Allemagne environ un quart des enseignants de mathématiques ». Avec Theodor Vahlen (de), il cherche à promouvoir une Deutsche Mathematik, à travers une revue portant le même nom créée en 1936, sur le même mode que la Deutsche Physik défendue par Philipp Lenard et Johannes Stark.
D'autres mathématiciens se rallient au nouveau régime comme Wilhelm Blaschke, Helmut Hasse, Wilhelm Süss ou encore d'Oswald Teichmüller. Ce dernier est à l'origine de ce que l'on appellera plus tard la théorie de Teichmüller (étude des espaces de modules des surfaces de Riemann). Il pousse Edmund Landau à partir à la retraite, bien que ses positions soient moins radicales que celles de Ludwig Bierberbach, qui entend « racialiser » les mathématiques. Il décédera pendant la Guerre, en 1943.
Des mathématiciens juifs qui habitent en Allemagne peuvent encore publier sous le Troisième Reich. Felix Hausdorff publie dans des magazines polonais avant l’occupation allemande et la Guerre,, et une réédition de son ouvrage Mengenlehre paraît en Allemagne ; néanmoins, il se suicide en 1942 de manière à échapper à la déportation. Otto Blumenthal est un éditeur des Mathematische Annalen jusqu’à 1938 ; il meurt dans le camp de concentration de Theresienstadt. Issai Schur était jusqu'en 1939 un membre d’un conseil (Beirat) de la Mathematische Zeitschrift ; il publie en Allemagne et aux Pays-Bas. Mais la publication des articles des mathématiciens juifs suscite des problèmes pour la Mathematische Zeitschrift. Dans une publication historique et commémorative, la revue elle-même rappelle qu'elle ne fut pas dissoute, en raison des devises gagnées par la revue et de l'absence de lien possible entre les mathématiques et l’idéologie.

#### Associations mathématiques

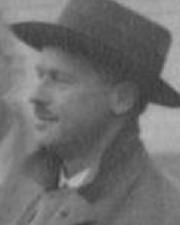
Le mathématicien Ludwig Bieberbach, en 1930.

En 1933, il existe deux grandes organisations de mathématiques en Allemagne. La première, la plus importante, l'Union des mathématiciens, voit en septembre 1934 venir l'élection du président de l'association. Un des candidats, qui avait déjà un poste éminent au sein de l'Union, Ludwig Bieberbach, défend le Führerprinzip. Sa candidature se fonde donc sur cette proposition ; néanmoins, au sein de l'Union, il n'y a qu'un sixième de mathématiciens nazis, un sixième d'opposants au régime et une masse qui peu ou prou s'adapte et décide donc pour la majorité. Méfiants à l'égard de Bieberbach, celui-ci n'est donc pas présent au sein de la direction collégiale ; l'Union choisit cependant de coopérer dans une certaine mesure avec le ministère, pour s'assurer une relative indépendance, limitée, mais réelle.
L'autre organisation de mathématiques, l'Association mathématique du Reich, fondée en 1921, exerce un rôle moteur dans la définition des programmes d'enseignement et à partir du début du Troisième Reich, englobe d'autres organisations mathématiques (comme en 1934, la Société des mathématiques appliquées et de mécanique). L'Association, plutôt apolitique, doit cependant entrer rapidement dans le giron du régime en raison de son importance vis-à-vis du système scolaire. Elle doit donc se soumettre et appliquer les nouvelles lois, mais organise « sa propre mise au pas ».

#### Des mathématiques nazies?

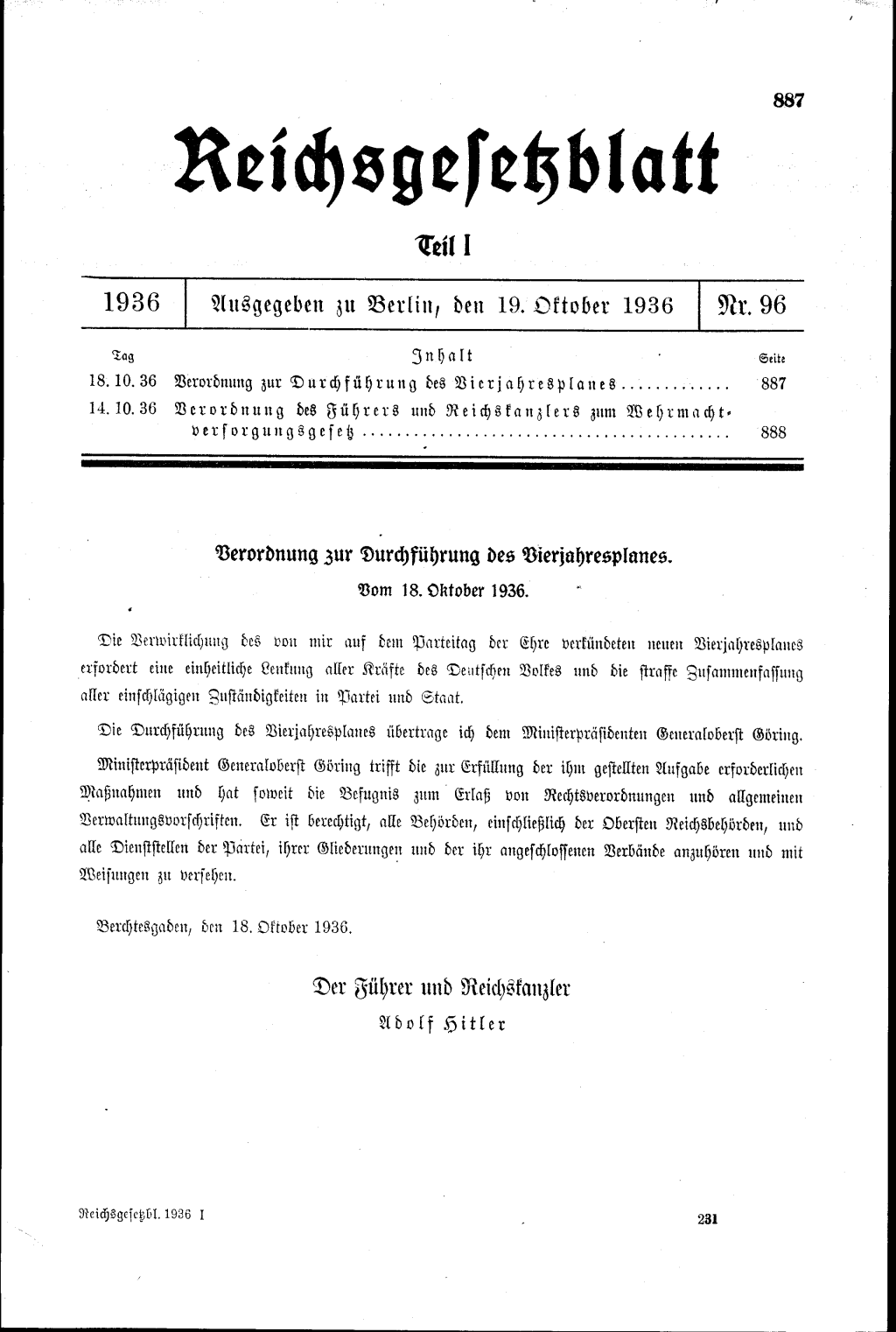
Ordonnance pour la mise en place du Plan de quatre ans : Reichsgesetzblatt du 19 octobre 1936.

Mise à part la « mathématique allemande » que s'évertue à promouvoir Bieberbach à l'université de Berlin et dans la revue partisane Deutsche Mathematik, il n'y a pas au sens strict de « mathématiques nazies » et les mathématiciens nazis sont surtout définis par : un « mouvement [qui] se fondit dans le système global de la discipline, en tant que groupe marginal bien établi. » La conception des mathématiques ne change pas réellement, mais l'État les utilise à d'autres fins, ou les enrobent d'idéologie, comme il peut le faire avec le cinéma par exemple. Ainsi, on pourra citer les exercices données à des élèves du secondaire dans un cours de mathématiques :

« Exercice no 59 : La construction d'un asile d'aliénés a coûté 6 millions de Reichsmark. Combien de pavillons à 15 000 Reichsmark chacun aurait-on pu construire pour cette somme ? »

« Exercice no 262 : 2 races R1 et R2 se mélangent dans un rapport où p : q où p + q égale 1 […] b) ce n'est qu'au bout de deux générations de métissage libre qu'on se rend compte qu'il est néfaste. On interdit aux personnes de race pure et aux personnes ayant des grands-parents R1 et R2 de se marier avec des personnes ayant deux grands-parents R2 ou plus. Quelle est la répartition des ascendants après deux nouvelles générations n - 2 ? »

Tout au plus, les mathématiques seront utilisées à des fins administratives, notamment dans la valorisation des nouvelles terres conquises en Europe de l'Est. Certains prisonniers et mathématiciens incarcérés dans le camp de concentration de Sachsenhausen doivent aussi par exemple travailler pour l'État, au sein d'un institut de recherches appliquées pour les sciences militaires (Institut für wehrwissenschaftliche Zweckforschung, Mathematische Abteilung). D'une certaine façon, comme le dit l'historien des sciences Herbert Mehrtens (de), on fait se côtoyer « la rationalité normale de la bureaucratie administrative. »
Reinhard Siegmund-Schultze distingue deux phases dans l'évolution des mathématiques sous le Troisième Reich. La première, la « phase des expulsions et de l'adaptation », dure de 1933 à 1935 et concerne l'éviction des mathématiciens juifs, dont le nombre était statistiquement plus important que dans les autres sciences. La deuxième phase, appelée l'« insertion des mathématiques dans le système fasciste », et de fait, la préparation de la guerre. Le 16 mars 1937, le nouveau Conseil de recherche du Reich (créé en vue du Vierjahresplan, le plan quadriennal) subordonne désormais les mathématiques à la physique, supprimant donc sa spécificité scientifique : en effet, « la politique scientifique fasciste était désormais tournée en premier lieu vers les résultats » et les mathématiques ne représentent pas un intérêt primordial dans la guerre, à la différence de la chimie, par exemple, qui pouvait, par la fabrication des ersatz, assurer une indépendance énergétique à l'Allemagne.
Cependant, dès 1935, on tente également de former des « mathématiciens de l'industrie », travaillant dans les écoles militaires (comme cela se faisant aux États-Unis), mais sous l'autorité du ministère de l'Air (notamment le laboratoire de Berlin-Adlershof) et des universités techniques (à Darmstadt et Aix-la-Chapelle).
Le ministre, Bernhard Rust, considère aussi que les sciences servent à éduquer et que, de ce fait, les mathématiques ont droit de cité dans les universités mais la première phase a vu diminuer le nombre de professeurs (du fait également de l'interdiction faite aux femmes d'enseigner comme Ruth Moufang) et leur présence aux congrès internationaux, ainsi que les effectifs des étudiants réduits « à 7 % du chiffre initial ».
La période de la Seconde Guerre mondiale se caractérise d'abord par une « absence d'initiative », la guerre mobilisant certains professeurs, mais aussi par la mise en place d'une collaboration au sein d'une Europe dominée par l'Allemagne. Ainsi, de:Harald Geppert, responsable des plans de « réaménagement » de la science européenne et directeur de la nouvelle et unique revue mathématique invite des mathématiciens étrangers (comme le Français Gaston Julia) à collaborer avec Wilhelm Süss, président de l'Union des mathématiciens allemands et directeur du groupe de travail mathématiques au sein du Conseil de recherche du Reich (qui créé un diplôme, Diplommathematiker). Le soin de « plac[er] des mathématiciens dans des secteurs directement utiles à la recherche militaire et à la conduite de la guerre » (cryptologie, recherche, balistique, etc.) s'effectue dans le but de maintenir à la fois des mathématiques pures et des mathématiques appliquées pour que les mathématiciens ne deviennent pas seulement des techniciens ou des ingénieurs. C'est dans cet esprit qu'est créé, en novembre 1944, l'institut de recherche mathématiques d'Oberwolfach, un institut uniquement dédié aux mathématiques (qui servit plus tard de fleuron aux mathématiques de la RFA), le régime ayant convenu de l'importance des sciences dans la guerre moderne.

### Physique

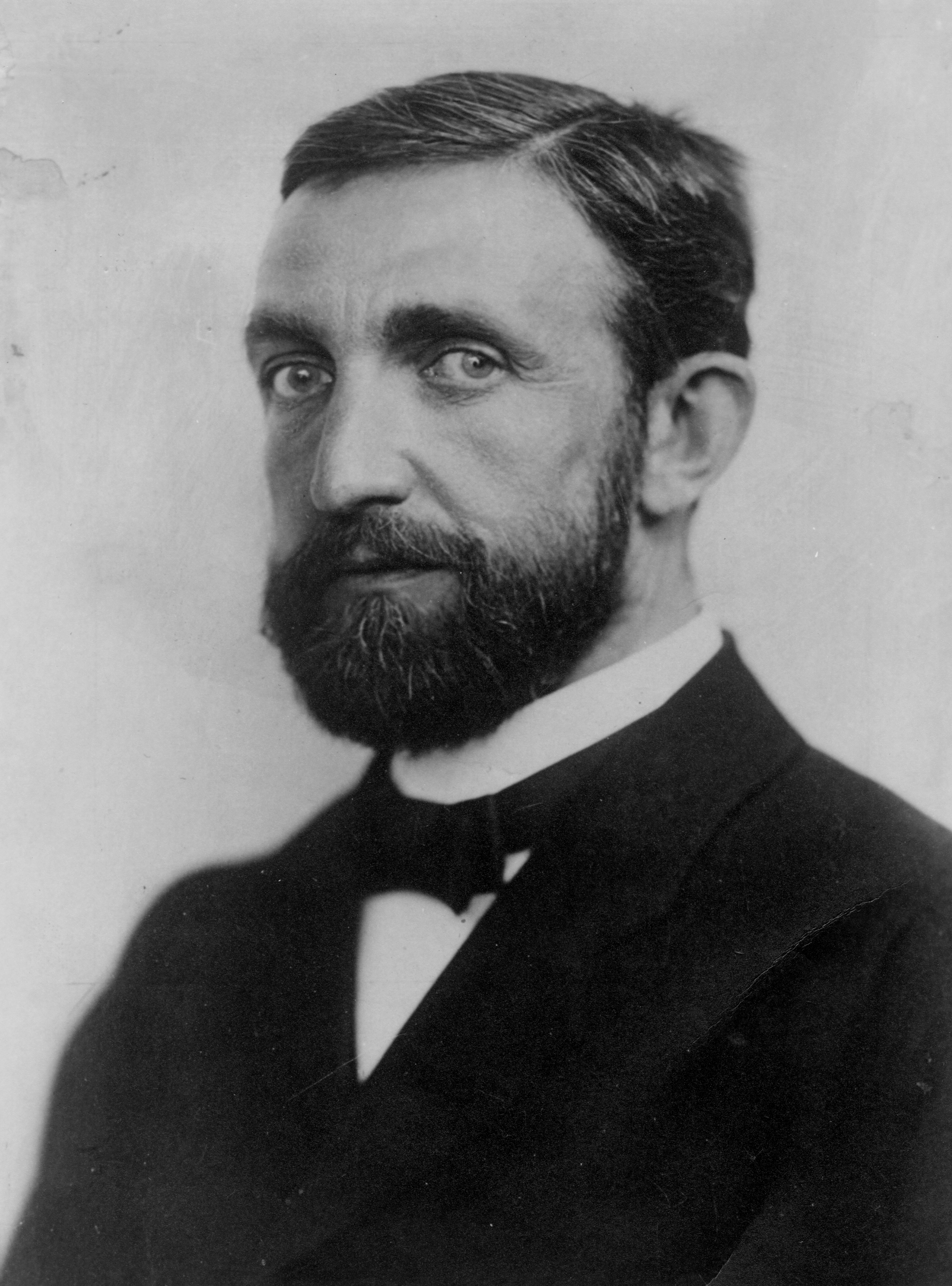
Philipp Lenard, prix Nobel en 1905.

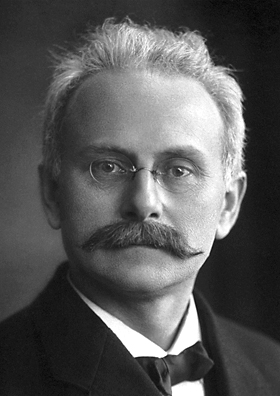
Johannes Stark, prix Nobel en 1919.

La « Physique allemande » est régulièrement mise en avant pour montrer qu'il y a eu une science nationale-socialiste. Cependant, on ne peut juger simplement l'imbrication de la physique et de la politique sous le Troisième Reich par rapport aux cas relativement minoritaires d'une adhésion totale aux théories nazies ou aux cas isolés de résistance avérée (comme celui de Max von Laue), mais on doit également considérer la situation des scientifiques qui, pour une grande part d'entre eux, soit par indifférence, soit par prudence, sont restés entre deux eaux.

#### Une théorie de laDeutsche Physikrelativement isolée
L'historien Mark Walker note que la « Physique allemande » est due, non pas à une conception scientifique propre, mais à l'amertume de deux anciens lauréats du prix Nobel, Philipp Lenard et Johannes Stark, qui, en apparaissant comme les tenants de la physique classique par opposition à la physique moderne, avaient perdu un certain crédit au sein de la communauté scientifique sous la République de Weimar et qui espéraient retrouver une reconnaissance sociale sous le Troisième Reich. Stark devient ainsi, en dépit de l'hostilité de Max Planck, président du prestigieux institut Physikalisch-Technische Bundesanstalt en 1933 et de la Deutsche Forschungsgemeinschaft l'année suivante ; il est néanmoins destitué par la suite à cause de sa tendance à se disputer avec nombre de collègues. Les autorités nazies n'en sont pas moins sensibles, dans les premiers temps, à la théorie de la Deutsche Physik qui se caractérise à la fois par l'antisémitisme et l'opposition à la physique théorique moderne, jugée par trop abstraite.
Dès 1933, les physiciens d'origine juive ou assimilée perdent leurs postes : si Otto Stern, en vertu de sa réputation, est invité très diplomatiquement à démissionner et émigrer, deux professeurs de l'université de Hambourg, Walter Gordon et Rudolph Minkowski sont renvoyés brutalement, en raison de leurs origines non aryennes et de l'application des premières lois nazies (cf. article 6 de la loi allemande sur la restauration de la fonction publique du 7 avril 1933). L'antisémitisme nazi est ainsi à l'œuvre dès les premières années, sans toutefois que la Deutsche Physik parvienne à s'imposer au sein de la communauté des physiciens ou dans les laboratoires. Même parmi les ralliés au nouveau régime, Pascual Jordan, un des fondateurs de la théorie quantique des champs, ne renonce pas aux idées de la physique moderne.
Pour avoir défendu une physique dite « enjuivée » (physique quantique et théorie de la relativité), Werner Heisenberg est attaqué par des militants nazis et n'accède pas, en dépit du soutien d'Arnold Sommerfeld, à la direction d'un institut de physique munichois, où il était pressenti. Il est finalement nommé à un poste prestigieux, mais non à Munich ; son successeur, Wilhelm Dames, est placé à la tête de l'institut surtout afin de montrer par son incompétence l'absurdité de la Deutsche Physik. Ne pouvant aller à l'encontre de la réalité scientifique, l'État se résout à désavouer certains scientifiques d'obédience nazie et, finalement, à soutenir la validité des nouvelles théories, notamment grâce au militantisme actif du physicien et ingénieur Ludwig Prandtl auprès de Heinrich Himmler. Mark Walter précise néanmoins que Prandtl essaie de se justifier par le fait qu'« une clique réduite de physiciens expérimentalistes, n'arrivant pas à suivre la physique dans ses avancées les plus récentes, attaquait les nouveaux développements de la discipline pour la raison principale que d'importantes parties en avaient été créés par les Juifs. [...] Prandtl soulignait plus loin qu'il y avait eu des chercheurs non aryens de tout premier rang qui avaient fourni de grands efforts pour faire progresser la science et y avaient vraiment réussi » ; il s'agit alors de défendre la science plus que les scientifiques qui ont été désavoués.
Lenard et Stark perdent de leur influence à partir de 1936, l'année même où Werner Heisenberg, Hans Geiger et Max Wien adressent une pétition contre les effets néfastes de la Deutsche Physik (la diminution du nombre d'étudiants en physique notamment) au ministre de la science du Reich. Johannes Stark se retrouve ainsi à publier en 1938 un article contre les Juifs dans la revue britannique Nature, après avoir essuyé un refus de la part de deux publications nazies : le Völkischer Beobachter et Das Schwarze Korps. En outre, le déclenchement de la guerre amène l'État, sous l'influence notamment de Carl Ramsauer, le président de la Deutsche Physikalische Gesellschaft, à assouplir sa ligne idéologique, dans un souci d'efficacité scientifico-militaire, écartant de fait les partisans de la Deutsche Physik. Ainsi, les trois professeurs de physique nommés en 1941 à l'université de Strasbourg, Robert Pohl, Rudolf Fleischmann et Wolfgang Finkelnburg, sont des détracteurs de la théorie de Lenard et Stark, Finkelnburg ayant même été à l'origine d'un colloque organisé à Munich contre cette théorie l'année précédente. De même, Carl Friedrich von Weizsäcker est nommé à Strasbourg en vertu de considérations plus scientifiques que politiques, les premières l'emportant désormais sur les secondes. Outre Heisenberg, Geiger, Fleischmann et Weizsäcker, les physiciens tels que Walther Bothe, Walther Gerlach, Georg Joos (de), Hans Kopfermann ou Wolfgang Gentner qui participent au « Projet Uranium », lancé en 1939 par les autorités nazies, ne sont pas des tenants de la Deutsche Physik.

#### La fin de la théorie de laDeutsche Physik
En définitive, plusieurs grands physiciens « enterrent » la Deutsche Physik et étouffent son dernier foyer munichois en novembre 1942, où les nouvelles théories sont acceptées par la communauté scientifique et l'État, après une démonstration simple des risques que prenait la science allemande à se fourvoyer dans des théories qui desserviraient sa crédibilité, son renom et son application économique et militaire (notamment nucléaires). Werner Heisenberg annonce qu'« utiliser des arguments et des moyens autres que scientifiques dans une discussion scientifique était indigne de la science allemande » au moment où il est nommé à la tête de l'Institut Kaiser-Wilhelm de physique . Toutefois, en contrepartie des moyens mis à leur disposition, les physiciens acceptent une certaine sujétion « politique et idéologique » . Albert Einstein reste même une cible de choix, l'opinion de certains étant que « la théorie de la relativité restreinte aurait vu le jour sans Einstein ». Le parti et l'État allemand considèrent, dès lors, l'ancienne opposition de la Deutsche Physik comme un débat interne où elle ne s'immiscera plus.
Si la chute du Troisième Reich voit certains professeurs démis de leurs fonctions et entraîne des procès, beaucoup recouvrent leur place lors de la fondation de la RFA, en 1949. Werner Heisenberg se voit même sollicité par nombre de scientifiques pour qu'il assure à la justice qu'ils étaient bien opposés à la Deutsche Physik. Le tribunal de dénazification de Traunstein juge Johannes Stark (Philipp Lenard étant trop âgé) et le condamne d'abord à 4 ans de travaux forcés puis à seulement 1000 marks d'amende après qu'il a fait appel, ces rivalités ayant été jugées plus scientifiques et privées qu'idéologiques et politiques. En fin de compte, comme le note Mark Walter, « aucun objectif [scientifique] ne [pouvait] être poursuivi sans collaboration avec le parti-État et ses propres objectifs, et c'est pourquoi la validité et le sens d'une distinction entre chercheurs dévoués au régime et scientifiques apolitiques sont limités » ; mais toute collaboration constituait « une action tout à fait politique »;

### Chimie
Le régime nazi compte sur la chimie pour renforcer l'autarcie de l'Allemagne qui manque de certaines matières premières. C'est pourquoi les recherches en ce domaine pouvant avoir des applications pratiques sont encouragées par les autorités qui, pour ce faire, s'appuient à la fois sur les laboratoires de recherche universitaires et l'appareil industriel chimique.
Dès les premières années, le régime nazi peut compter, en dépit du retrait symbolique de Walther Nernst, sur la collaboration d'une grande partie de la communauté des chimistes, parmi lesquels figurent plusieurs lauréats du prix Nobel de chimie. Certains d'entre eux comme Adolf Butenandt ou Richard Kuhn soutiennent ouvertement le nouveau régime et participent même, dans le cas de Kuhn, à l'antisémitisme officiel en dénonçant des collègues juifs. D'autres chimistes comme Friedrich Bergius, Hans Fischer, Heinrich Otto Wieland ou encore Adolf Windaus, tout en ayant parfois des réserves vis-à-vis de l'idéologie nationale-socialiste, poursuivent leurs recherches scientifiques et exercent des fonctions universitaires importantes. De même, Otto Hahn devient durant ces années-là, avec son collaborateur Fritz Strassmann, le fondateur de la chimie nucléaire et obtiendra pour cela le prix Nobel de chimie en 1944.
À la confluence de l'université et de l'industrie, Carl Bosch symbolise la collaboration active de nombreux savants à une politique de puissance nationale en prenant la présidence du conseil de direction de la firme IG Farben, une des principales bénéficiaires des commandes d'État.
Après la Guerre, certains chimistes compromis avec le régime nazi comme Peter Adolf Thiessen (de) ou Max Volmer seront récupérés par les troupes soviétiques et travailleront en Union soviétique, puis en RDA.

### Biologie, génétique et anthropologie

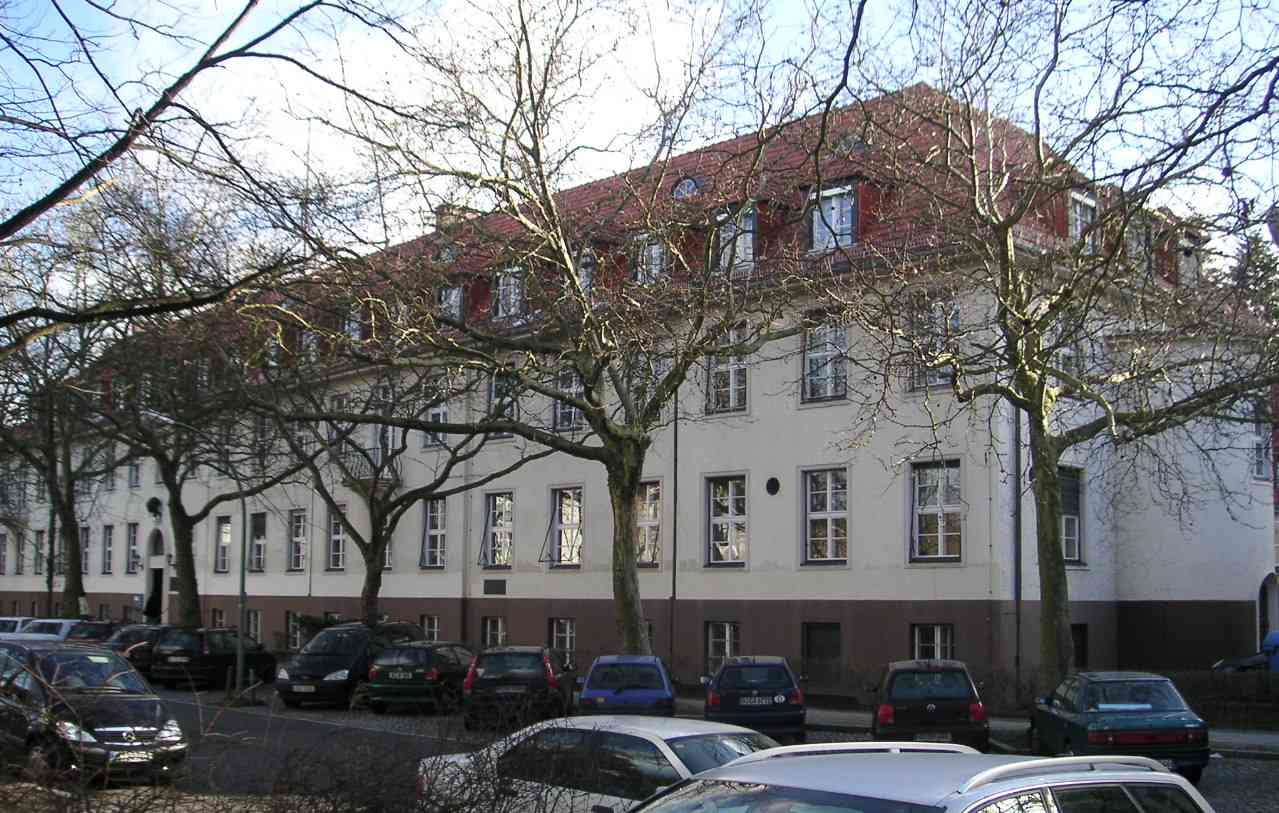
Le bâtiment de l'Institut (photographie de février 2005).

L'idéologie raciste du Troisième Reich s'appuie sur des concepts prétendument biologiques, globalement acceptés par les autorités scientifiques compétentes. Ils s'appuient notamment sur l'Institut Kaiser-Wilhelm d'anthropologie, d'hérédité humaine et d'eugénisme et sur de nombreux biologistes de renom, lesquels saluent dès 1933 l'arrivée d'Adolf Hitler à la chancellerie : on compte par exemple le professeur Mollison, directeur d'un institut d'anthropologie ou le professeur Scheidt ; le généticien F. Lenz parle ainsi du national-socialiste comme d'« une biologie appliquée, une raciologie appliquée » ; tous ne s'engagent pas forcément politiquement mais beaucoup approuvent d'emblée la nouvelle donne politique en Allemagne, l'anthropologue E. Fischer reconnaissant en 1943 la « chance rare et toute particulière, pour une recherche en soi théorique, que d'intervenir à une époque où l'idéologie la plus répandue l'accueille avec reconnaissance et, mieux, où ses résultats pratiques sont immédiatement acceptés et utilisés comme fondement des mesures prises par l'État », faisant ici notamment référence aux politiques d'extermination ou de stérilisation.
Néanmoins, cela se bâtit sur un terreau fertile : depuis le début du siècle, l'anthropologie allemande en effet « se transforma en intégrant à la fois l'orientation « thérapeutique » de l'eugénisme, la vision analytique et dynamique de la génétique et la dimension héréditariste de la « biologie sociale » qui en découlait ». L'historien Benoît Massin note ainsi : « Il est donc faux de considérer la « science de la race » comme une création de toutes pièces des nazis après leur arrivée au pouvoir en 1933 ou comme la « pseudo-science » de quelques théoriciens de la race académiquement marginaux. La « raciologie » formait l'aboutissement de l'anthropologie physique allemande sous l'influence de la biologie darwinienne et de la nouvelle génétique dans le premier tiers du XXe siècle », avec par exemple le rôle central joué par le concept idéologique et scientifique du Lebensraum. Et Ernst Jünger de conclure : « la préparation spirituelle au nazisme fut accomplie par d'innombrables travaux scientifiques ».
Benoît Massin rappelle que jusqu'aux années 1980, il est devenu un lieu commun de considérer que la biologie et l'anthropologie ne s'étaient jamais en tant que sciences, compromises avec le national-socialisme, mais avaient seulement agi sous la terreur et la pression d'idéologues ayant totalement dévoyé les travaux des chercheurs. Ce fut notamment à l'historien Benno Müller-Hill (de) et à l'anthropologue Karl Saller (de) de démontrer les accointances, voire les initiatives, de la communauté scientifique allemande en faveur de l'eugénisme racial. « Sur le plan de la collaboration politique, scientifique et pratique », les anthropologues allemands collaborèrent massivement (étant ainsi souvent membre du NSDAP, des SA voire des SS) : sur la centaine d'entre eux actifs dans les années 1930, six seulement émigrent et aucun en raison d'une opposition politique (quatre sont juifs et sont démissionnés après la loi du 7 avril 1933 : F. Weidenreich, H.W.K. Friedentahl, H. Poll et Stephanie Oppenheim-Martin ; et deux, W. Brandt et H. Münter, en raison des origines de leurs épouses). Bien que célébrant la « race allemande », Karl Saller est le seul anthropologue à résister : il est interdit d'enseigner à partir de 1935. D'autres, comme Fick, Scheidt, Eickstedt et Mühlmann, émettent occasionnellement des critiques, mais n'ont pas à subir les foudres du régime. Car peu influents sous la République de Weimar, le Troisième Reich donne aux anthropologues allemands une influence notable sur la science ; ils ne peuvent dès lors que leur être redevables, comme le déclare Otto Reche (en), président de la Société allemande d'anthropologie physique lors d'un discours : « la raciologie […], grâce à notre Führer est devenue l'un des fondements les plus importants de la nouvelle Allemagne ». Nazisme et anthropologie se rejoignent ainsi sur les cinq secteurs suivants : eugénisme, métissage racial, nordicisme, antisémitisme et primat de la race.
De 1933 à 1936, cinq instituts sont créés, alors que sont mis en place dans quasiment chaque université une chaire de « biologie raciale » ; « l'Office de la politique raciale du NSDAP, le Comité expert pour la politique démographique et raciale du ministère de l'Intérieur du Reich, l'Office supérieur de la race et du peuplement de la SS (RuSHA SS), l'Administration Rosenberg, l'Office généalogique du Reich » voient aussi le jour. De nombreux crédits sont alloués, des missions sont données et les scientifiques participent alors avec zèle au recensement et à la classification de ceux que les nazis considèrent comme des sous-races.

### Médecine

#### Contexte scientifique et idéologique
La médecine sous le troisième Reich n'était pas si différente de celle des démocraties occidentales, à un point tel qu'il faudrait la mettre en quarantaine historiographique en ayant recours à une explication spéciale unique. La médecine nazie a été représentée par des médecins reconnus, de réputation internationale dans les années 1920 et 1930. Cette médecine a partagé de nombreux points communs avec la médecine occidentale de la première moitié du XXe siècle, tant sur le plan des idées et des concepts, que celui de la pratique appliquée.
Dans les années 1920, la plupart des nations industrielles développent une hygiène raciale, étendue à l'espèce humaine, aussi bien que celle de classes sociales (hygiène publique) ou d'individu (hygiène personnelle). Dans ce contexte, avant même l'arrivée des nazis au pouvoir, l'Allemagne de Weimar disposait déjà d'une vingtaine d'instituts universitaires et d'une douzaine de revues consacrés à l'hygiène raciale et à l'eugénisme.
L'historien Jean-Pierre Baud relève la « mutation institutionnelle de la science occidentale », qui n'a pas causé mais permis en partie au génocide juif de fonctionner. Différent d'un simple massacre, ce génocide extermine en effet pour le simple fait d'être né. Deux facteurs l'expliquent : une légalité et des dogmes scientifiques ainsi que la volonté de défendre un « être collectif ». L'hygiénisme du XIXe siècle pose déjà les bases de la défense sanitaire et de l'institutionnalisation de l'extermination de la vermine et de la saleté, vocabulaire qu'Adolf Hitler dévoiera pour parler des Juifs. Néanmoins, à l'époque, de nombreux théoriciens du racisme et de l'eugénisme rencontrent un certain écho. Alors, pour l'historien Benno Müller-Hill, Hitler se limite au début de sa prise de pouvoir à permettre à ces vues scientifiques de s'imposer, ne définissant qu'un « cadre général ». Dans les camps, les mesures de stérilisation ou d'« euthanasie » se feront toujours sous contrôle médical, justifiées par le droit nazi.

#### Profession médicale et nazisme
Des facteurs sociaux permettent d'expliquer l'adhésion des médecins allemands au IIIe Reich. La profession a beaucoup souffert de la crise monétaire d'après-guerre (années 1920), y compris du chômage, et elle est prête à se radicaliser. Dès 1929, des médecins se regroupent dans la Ligue des Médecins Nationaux-Socialistes, pour l'honneur et la dignité de la profession. Le mécontentement porte sur une médecine devenue trop commerciale, trop scientifique, et trop spécialisée. Une évolution dont les juifs sont jugés responsables (60 % des médecins berlinois étaient juifs), d'autant plus qu'il existait une démographie médicale excessive. Avant même l'arrivée d'Hitler au pouvoir, cette Ligue représentait déjà 6 % de la profession. En 1937, les médecins sont 7 fois plus représentés dans la Schutzstaffel (SS) que la moyenne des autres professions. En 1942, plus de 38 000 médecins sont membres du parti nazi, soit 45 % de la profession,.
La nazification de la profession est d'abord passée par une purge préalable. En 1933, la loi pour la reconstitution d'un service civil allemand expulse les juifs des facultés de médecine. À la fin de 1933, des médecins et dentistes non-aryens ou opposants politiques (communistes, socialistes...) ne sont plus autorisés à exercer. Les médecins juifs ne sont autorisés que pour traiter des patients juifs. De 1934 à 1938, près de six mille médecins juifs quittent l'Allemagne. Les médecins homosexuels et ceux opposés au régime font de même.
Cette purge est bien accueillie par les jeunes médecins nazis, alors en surplus démographique et sur liste d'attente (pour s'inscrire au tableau des médecins autorisés à pratiquer). Elle est approuvée de façon tacite, par la Fédération des Associations Médicales Allemandes. En dépit des expulsions, le nombre de praticiens augmente légèrement, mais un grand nombre de jeunes médecins sont employés par la Wehrmacht, les SA, les SS et la Jeunesse Hitlérienne, et la part des médecins de pratique civile chute par rapport à celle de la République de Weimar.
L'idéologie nazie se caractérise par l'importance du discours bio-médical dont les métaphores servent à la fois de propagande explicative, d'illustration et de justification d'une politique. Le troisième Reich est vécu comme une personne organique, destinée à vivre mille ans selon les « lois naturelles » d'un darwinisme social. Hitler est qualifié de « grand médecin de son peuple », un peuple menacé par une infection parasitaire ou un cancer (juifs et indésirables). Un ensemble de questions sociales (juifs, homosexuels, gitans, criminels, alcooliques, prostituées, handicapés...) est ainsi transformé en problèmes chirurgicaux : il suffit de « retrancher » les parties malades. Le tout au sens propre et au sens figuré car, dans le discours nazi, les deux sens se confondent.

#### Orientations sanitaires
Sous le troisième Reich, les politiques de santé sont contradictoires, pouvant se renverser selon les nécessités du moment ou des acteurs.
La médecine nazie est d'abord nationaliste et holistique, basée sur une idéologie du sang et du sol. Sont mises en valeur la vie simple des campagnes et les activités de plein-air. L'homéopathie et les médecines traditionnelles sont préférables aux productions de masse de la chimie médicale. Déjà très populaire sous la République de Weimar, les nazis favorisent ce mouvement de médecine naturelle (établissements consacrés, certificats sportifs de « force par la joie »), études sur les toxines d'environnement, lutte contre le tabac et l'alcool, promotion du végétarisme. Les nazis s'appuient sur un néo-hippocratisme, pour une médecine simple et honnête, non commerciale, améliorant le cadre naturel, en se passant des hôpitaux modernes et des polycliniques.
La propagande nazie est anti-moderniste, dénonçant le mode de vie urbain, les maladies de civilisation, la pollution atmosphérique. En même temps, un nationalisme met en valeur des personnages médicaux historiques, proches du peuple et de la nature, comme Hildegarde de Bingen, Paracelse, ou Samuel Hahnemann.
Les idéologues nazis cherchent à concilier ces aspirations populaires et les intérêts des médecins. Le médecin idéal est le médecin généraliste, le conseiller des familles et en même temps l'agent de l'État, il doit être un « oncle fonctionnaire » pour chaque Allemand. La politique proclamée est d'augmenter le nombre de généralistes et de réduire celui des spécialistes, ce qui est facilité par l'éviction des médecins juifs souvent spécialisés. Au début, les médecins spécialistes diminuent de 40 % sous le troisième Reich, mais cette politique finit par échouer, à cause de la répugnance des médecins à exercer en zone rurale.
D'un autre côté, l'idéologie nazie met en valeur, en la mythifiant, une spécialité : la chirurgie. Tout comme l'anti-modernisme nazi met en valeur une mythologie de la machine. Comme l'écrit un médecin nazi : « L'appartenance à la race des seigneurs fait naturellement s'orienter vers la chirurgie, là où la force de la volonté d'agir reste toujours décisive ».
Le troisième Reich restreint étroitement le contrôle des naissances, en se donnant comme objectif des familles de quatre enfants. Au-delà, des médailles d'or, d'argent et de bronze, récompensent les meilleures mères allemandes (il faut au moins huit enfants pour une médaille d'or). À partir de 1938, tous les fonctionnaires publics célibataires doivent choisir entre se marier ou démissionner. Les femmes célibataires en âge de se marier ne sont plus considérées comme des citoyennes. Le taux de naissances passe de 14,7 pour mille en 1933 à 18 pour mille en 1944.
Leonardo Conti, chef de la santé du Reich, souhaite des accouchements naturels à domicile, réalisés par des généralistes qualifiés, et non pas des accouchements assistés, sans douleur, réalisés par des spécialistes en maternités urbaines. La capacité de la mère et de l'enfant à supporter un accouchement naturel est une démonstration de vigueur et de pureté de la race. Ce discours est démenti par les faits : le nombre de maternités s'accroit dans les années 1930.
Le bilan sanitaire du nazisme est mitigé (pour les Allemands non discriminés) : déclin de la tuberculose et des maladies vénériennes au début, mais forte augmentation de la diphtérie et de la scarlatine, des accidents du travail dans le bâtiment. Dans une économie mobilisée pour l'effort de guerre, le système hospitalier décline (la création de nouveaux lits ne peut suivre la demande). À la veille de l'entrée en guerre, pour la plupart des Allemands non discriminés, l'offre de soins médicaux reste globalement la même, ou légèrement inférieure, que celle de la République de Weimar.

#### Radicalisation «cumulative»
C'est l'expression utilisée par Ulf Schmidtt pour désigner l'évolution médicale du régime nazi, celle qui va de la gymnastique au grand air à la chambre à gaz. Selon C. Lawrence, ce processus est structuré par deux thèmes fondamentaux. D'abord la santé de l'État, le troisième Reich, vu comme un être organique, au propre et au figuré, dont l'intérêt dépasse les besoins, les droits et la vie même de chaque individu, à l'exception de l'entourage direct d'Hitler. Ensuite, les nazis identifient une pureté raciale avec le « sang », au propre et au figuré. Tout sang non-aryen est une substance pathologique, une pollution avec risque de dégénérescence du sang allemand. Gerhard Wagner, proclame ainsi que « le judaïsme est une maladie incarnée ».
Toutefois, C. Lawrence estime que la seule explication biomédicale reste insuffisante. U. Schmidtt insiste sur l'entrée en guerre comme facteur déclenchant, d'accélération du processus jusqu'au paroxysme. La guerre totale devient la justification « évidente » d'une biopolitique nazie poussée à l'extrême.
L'hygiène raciale du IIIe Reich se met en place dès la prise du pouvoir. Elle repose sur 3 programmes principaux successifs, sans équivalent pratique dans le monde à cette époque.
En juillet 1933, la loi de stérilisation, dont le principal auteur est Ernst Rüdin, autorité internationale en psychiatrie génétique, notamment sur l'hérédité de la schizophrénie. Cette loi permet aux médecins (après avis favorable de comités d'eugénique) de stériliser toute personne ayant une maladie jugée héréditaire : handicapés mentaux, malades neuro-psychiatriques graves, sourds-muets ou aveugles de naissance, alcooliques profonds, etc. Cette loi a été approuvée par la Société Américaine d'Eugénisme, qui propose d'en faire un modèle pour les États-Unis. Au total, près de 400 000 personnes furent stérilisées sous le IIIe Reich. Cette loi est le premier chainon menant à l'Holocauste.
En septembre 1935, les lois de Nuremberg excluent les Juifs de la citoyenneté allemande, et interdisent les mariages entre juifs, et entre juifs et non-juifs. Les médecins juifs n'ont plus le droit d'exercer, ce qui laisse champ libre et opportunités aux médecins non-juifs. La propagande nazie justifie cela en présentant la situation des Noirs dans certains états des États-Unis.
En octobre 1939, Hitler ordonne l'« euthanasie » médicalisée des personnes incurables. Karl Brandt, médecin personnel d'Hitler, supervise ce programme d'« euthanasie » T-4. Avant d'être appliqué dans différents camps, comme Karl Gebhardt et Herta Oberheuser à Ravensbrück ou Waldemar Hoven à Buchenwald, ce programme a d'abord frappé les enfants, puis les adultes allemands eux-mêmes dans les instituts, hôpitaux et cliniques. Dès 1940, l'« euthanasie » fait partie de la routine hospitalière. En 1941, plus de 70 000 patients en sont victimes.
À partir de 1940, Himler met en place un système d'expérimentations médicales sur des prisonniers de camps de concentration, notamment pour les besoins de la médecine de guerre, ou encore pour stériliser des populations « impures », mais susceptibles de servir de main-d'œuvre.

#### Bilan et conséquences
Les médecins allemands se sont profondément impliqués dans ces programmes, pratiquement sans protestation, et en prenant des initiatives. Les mécanismes invoqués sont la soumission à l'autorité (leaders d'opinion, Professeurs de grandes Universités), le carriérisme, l'envie et l'avidité. Mais cela ne suffit pas, car ces éléments, ainsi que l'antisémitisme, se retrouvent aussi dans d'autres pays. L'idéologie nazie ajoute à cela la déshumanisation de groupes particuliers. La médecine devient un instrument politique, une justification médicalisée : l'élimination de ce qui « infecte la race ». La médecine nazie serait à l'intersection d'une « science » de la race, et d'une « religion » où le Mal n'est pas l'ennemi intime en chacun de nous, mais une puissance étrangère incarnée par l'Autre.
Après la Seconde Guerre Mondiale, les concepts de race, d'hygiène raciale, d'eugénisme, de dégénérescence sont définitivement discrédités en tant que concepts scientifiques. L'anthropologie sociale et culturelle est distincte et sans rapport direct avec l'anthropologie physique limitée à la paléobiologie ou à l'ostéologie médico-légale.
En réaction immédiate aux crimes médicaux nazis, la nécessité est née d'une réflexion éthique internationale sur ce qui est admissible ou pas dans l'expérimentation humaine. La première formulation fut le Code de Nuremberg (1947), suivi de la Déclaration d'Helsinki (1964, révisée plusieurs fois depuis). De même, la première organisation internationale de médecins (Association médicale mondiale) est fondée en 1946. D'autres organisations internationales ont été créées, institutionnelles ou non-gouvernementales, pour la protection des individus (sujets humains) contre des intérêts professionnels, économiques ou politiques. Au début du XXIe siècle, un défi demeure : celui de s'assurer que ces principes universels soient effectivement appliqués.

## Sciences humaines et sciences sociales

### Histoire
Le nazisme, depuis les premiers écrits d'Adolf Hitler (Mein Kampf notamment) se réfère souvent à l'histoire. Cela pourtant relève souvent du mensonge historique, l'historien Pierre Ayçoberry notant le caractère totalement pessimiste de l'idéologie, obsédé par la décadence rendue possible par un métissage ethnique avec d'autres peuples que les Aryens. Il faut donc une race pure, et un territoire (« espace vital ») où elle peut se développer. Si les Slaves ou les Nègres sont vus comme des sous-races, les Juifs sont niés même par principe. La « race pure », allemande, compte également les Allemands ayant émigré à travers le monde (désignés par le terme Volksdeutsche, par opposition au Reichsdeutsche, ressortissant du Reich) ainsi que les peuples nordiques. Pierre Ayçoberry ajoute ainsi que « la discipline historique, se voit reléguée au rang de fournisseur d'exemples, et purement et simplement manipulée ». Adolf Hitler lui-même se réfère par exemple à l'Empire romain ou à la Prusse de Frédéric II, quitte à galvaniser les troupes lors de la bataille de Stalingrad en déclarant qu'il veut « une Allemagne frédéricienne », Pierre Ayçoberry ne manquant pas d'ajouter une réutilisation frauduleuse des conceptions politiques de l'ancien roi.
Le régime se voit fournir des justifications politiques par l'Institut national d'histoire de la nouvelle Allemagne (de) et son directeur, Walter Frank (de), notamment chargé d'étudier les « tendances hostiles au Reich dans le catholicisme politique ». Aux membres des Jeunesses hitlériennes, aux écoliers et aux aspirants de la SS, il est surtout demandé de ne pas avoir une vision factuelle de l'histoire mais la connaissance de quelques grands personnages, pour l'occasion mythifiés, comme l'ancien chancelier Otto von Bismarck ou le dieu Odin. Les leçons enseignées rendent ainsi compte de plusieurs cycles de grandeurs (Germains nomades, règne de Charlemagne, nationalisme allemand) entrecoupés de périodes de décadence (époque chrétienne, développement du capitalisme, etc.), en dépit du découpage historique visant à servir de justification au nazisme. Une Allemagne champêtre, germaine et moyenâgeuse à la fois est mythifiée, notamment à travers certains Heimatfilm, comme Ewiger Wald (en), sorti en 1936. Le philosophe Max Horkheimer note ainsi que « quand les nazis disent : l'« histoire », ils veulent dire exactement le contraire : la mythologie ».

### Géographie

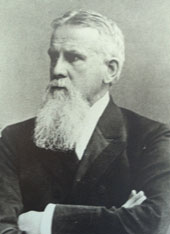
Friedrich Ratzel, géographe du XIXe siècle siècle, créateur du concept de Lebensraum, lequel a été dévoyé à partir des années 1920 et sous le Troisième Reich.

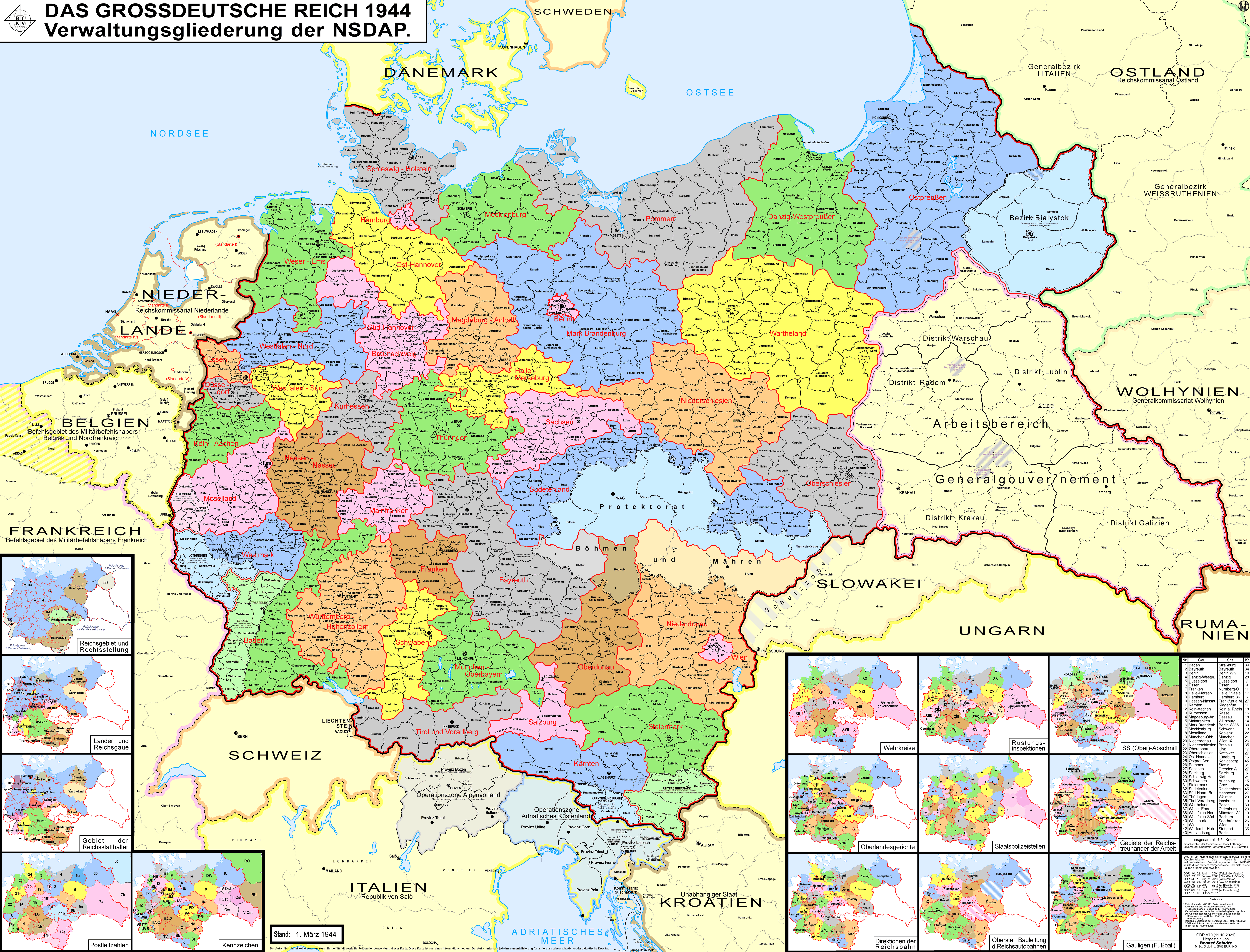
Carte administrative du Troisième Reich en 1944, représentant les Reichsgau.

Sous le régime du Troisième Reich, les frontières de l'Allemagne sont profondément modifiées, augmentant au rythme des acquisitions et des conquêtes (Sudètes, Autriche, Pologne, etc.), pour atteindre en 1942 un écart maximal de 3 200 km, entre la France et l'URSS. La géographe Mechtild Rössler note : « une analyse des rapports entre la géographie comme science et le nazisme englobe trois domaines […] : « le domaine économique et social, le domaine idéologique, et leur répercussion de tous deux sur la pensée des géographes à travers l'expansion géographique » ».
Le concept, indissolublement scientifique et idéologique, d'espace vital (Lebensraum) date du XIXe siècle et avait été introduit par le géographe Friedrich Ratzel ; ce sont ensuite des scientifiques comme des écrivains (Hans Grimm, Peuple sans espace), qui le popularisent. Sous la République de Weimar, beaucoup de géographes sont influencés par ces idées ; augmenté du fait qu'ils appartiennent souvent à des partis conservateurs ou réactionnaires (NSDAP ou Parti populaire allemand), « leur [aux géographes] travail universitaire et scientifique et leurs intérêts politiques se recoupaient de plus en plus ».
Une des plus importantes revues géographiques de l'époque est la Geographische Zeitschrift ; le géographe Friedrich Flohr (de) y redéfinit en 1942 le concept de Lebensraum en mettant de côté l'État (« espace vital imparfait ») et en posant la réalité de plusieurs espaces : un espace vital communautaire fondé sur la race, puis d'autres espaces semi-vitaux puis complémentaires, critiquant dès lors les conceptions de K. Vowinckel fondées sur la terre, territoire du paysan, ainsi que d'Obst qui proposait la mise en place d'un espace eurafricain. Schmittenner défend lui la distinction d'un espace vital actif et d'un espace passif.
Le terme de terroir populaire et culturel (Volks-und-Kulturboden) est lui créé par des géographes d'une fondation géographique située à Leipzig, et développé notamment par Albrecht Penck, Wilhelm Volz (de), Emil Meynen (de) et Friedrich Metz (de) puis, à partir de 1932, par des communautés de géographes et d'historiens, dit « spécialistes de germanité » (Volksdeutsche Forschungsgemeinschaften) jusqu'à devenir, sous le Troisième Reich (en 1943), une composante administrative, au sein de la « Fondation de géographie du Reich » : ces scientifiques défendent notamment l'idée d'un territoire de germanité qui va au-delà des frontières étatiques de l'Allemagne de Weimar (Pologne, pays Baltes, etc.). Des communautés de recherches se spécialisent alors dans des territoires précis (russes, nord-européens), pour en établir des données démographiques et statistiques, à partir des communautés allemandes isolées déjà installées.
L' « Association du Reich pour la recherche sur l'espace », créée en 1936 est intimement liée au Plan de quatre ans et à des objectifs militaires. Elle est au départ concurrencée par le Bureau du Reich pour l'organisation spatiale. Les théories urbaines suivent celle développée en 1933 par Walter Christaller, reposant sur un système à structure hiérarchique ; cette idée sera plus tard reprise lors des entreprises de colonisation allemande orientale, à partir de l'« Administration centrale pour l'organisation spatiale » et le « Commissariat du Reich pour le renforcement du peuple allemand » (Reichskommissariat zur Fertigung des deutschen Volkstums), placé sous l'autorité de Himmler. Un Atlas du gouvernement général est réalisé. Des instituts de recherche sont fondés à Poznań (ex-Pologne) et à Kiev (ex-Ukraine) chargés de prévoir la future organisation de l'espace occupé : le generalplan Ost. Des missions de cartographie ont également lieu.

## Science et progrès
Malgré les campagnes de propagande fabulant l'invention de wunderwaffe (armes secrètes), il ne faut pas ignorer les progrès relatifs, mais réels, accomplis par les milieux scientifiques sous le IIIe Reich. Outre les innovations militaires ayant permis l'émergence des armes nucléaires et le développement des fusées à longue portée, on citera par exemple les mesures de prévention dans l'obstétrique, des travaux sur les rayons X, les hormones sexuelles et les virus, la génétique.
L’expédition allemande au Tibet (1938-1939) permet, à côté de recherches anthropologiques avouées, de récolter des données géographiques, géologiques et zoologiques sur ce pays alors méconnu.

## La science allemande et la chute du nazisme

### Procès
Le procès des médecins, responsables ou participants du programme d'« euthanasie » Aktion T4 et des programmes d'expérimentations médicales nazies, se déroule à Nuremberg, de décembre 1946 à août 1947. Les accusés sont 23 (dont 1 femme et 20 médecins). Un accusé s'étant déjà suicidé en prison. Ces médecins sont jugés pour crime contre l'humanité (cf. instruction des procès de Nuremberg dans le cadre du Generalplan Ost). Ils seront tous condamnés, dont 7 à la peine de mort, 4 partiellement acquittés (de crimes contre l'humanité) mais jugés coupables d'appartenance à des organisations criminelles. Ce jugement final s'articule sur un règlement en 10 points, le code de Nuremberg, premier texte à visée universelle (internationale) sur les principes éthiques de l'expérimentation humaine.

### Un déclin?
Concernant les mathématiques, il apparaît clairement que les années 1930 signent le déclin d'une discipline où les Allemands avaient la primauté scientifique. Reinhard Siegmund-Schultze note même que l'Allemagne était dans les années 1920 le seul pays à avoir le luxe d'avoir deux revues mathématiques de comptes-rendus (Jahrbuch über die Fortschritte der Mathematik et Zentralblatt für Mathematik) et des réserves documentaires et scientifiques extrêmement vastes. Même, les Américains craignaient que leur nouvelle Mathematical Review ne fasse pas le poids face aux infrastructures et à l'expérience des mathématiciens allemands, qui pouvaient en outre s'appuyer sur tout le système éducatif, jusqu'au lycée. Les départs en masse et les nouvelles directives du régime changent la donne et, dès les années 1940, on observe un déclin des mathématiques allemandes.
L’historienne Anna-Maria Sigmund note : « L’abandon par l’État nazi du potentiel économique et intellectuel de ses concitoyennes se paya, tout comme l’attitude rétrograde du IIIe Reich à l’endroit de la recherche et de la science entraîna dans un délai étonnamment court des conséquences fâcheuses. Tandis que les nazis au pouvoir faisaient entrave aux scientifiques sérieux ou ne les soutenaient qu’à contre-cœur, s’enthousiasmant en revanche pour des théories obscures telle la doctrine de la glaciation du monde de l’ingénieur autrichien Hans Hörbiger, les physiciens qu’ils avaient chassés préparaient la guerre atomique »,.
Les autorités nazies ont certes lancé, bien avant les autorités américaines, un programme de recherche sur les potentialités énergétiques et militaires de l'atome (le « Projet Uranium »), auquel participèrent les physiciens les plus importants restés en Allemagne. Mais croyant moins dans ces recherches que dans celles sur les fusées à longue portée, elles n'allouèrent pas les moyens nécessaires à un projet qui ne pouvait, dès lors, rivaliser avec le Projet Manhattan des Américains. Toutefois, les assauts menés contre la Deutsche Physik par les physiciens allemands les plus éminents et la mise en place de l'Uranprojekt sous le Troisième Reich eurent pour effet de faire émerger une nouvelle génération de physiciens qui, comme Fritz Bopp, Rudolf Fleischmann, Otto Haxel, Heinz Maier-Leibnitz, Wolfgang Paul ou Wilhelm Walcher, poursuivirent leur travail après la Guerre en RFA.